# Персела (Ламонган)
«Персатуан Сепак Бола Ламонган» або просто «Персела» — професіональний індонезійський футбольний клуб з міста Ламонган, Східна Ява. На даний час команда виступає в Лізі 1, найвищому дивізіоні чемпіонату Індонезії з футболу.

## Історія
Незважаючи на те що клуб було засновано ще 18 квітня 1967 року, «Персела» вперше про себе заявив у 2003 році, через 9 років після початку професіональної епох в індонезійському футболі (1994 рік). До 2003 року команда виступала в нижчих дивізіонах індонезійського чемпіонату (розпочала шлях з Другого дивізіону), але в останні роки регулярно виступає в Лізі 1.
15 жовтня 2017 року основний воротар «Персели» Чойрул Худа помер від травми, отриманої під час матчу Ліги 1, вищого дивізіону індонезійського чемпіонату, проти «Семен Падангу».

### Логотип

Логотип клубу до 2009 року
Теперішній логотип

## Досягнення
- Прем'єр-еліт Дивізіон
  -  Чемпіон (1): 2001

## Уболівальники
«Персела» має декілька організованих груп уболівальників, найчисельнішими серед них є LA Mania та Curva Boys 1967.

## Закріплені номери
- 1 – Чойрул Худа, воротар, 1999–2017

Як данина пам'яті колишньому воротарю «Персели» Худі футболку з ігровим номером 1 після смерті футболіста було назавжди закріплено за ним. Худі продемонстрував вірність клубу. З 1999 по 2017 рік він не грав у жодному клубі, окрім «Персели».
Худа помер після епізоду під час матчу 29-го туру Ліги 1 роти «Семен Паданга». Він зіткнувся з партнером по команді, Рамоном Родрігешом, намагаючись зібрати м'яч, який летів від суперника, і випадково отримав удар у груди. Парамедики негайно надали воротарю першу допомогу. Лікарі заявили, що після зіткнення футболіст все ще перебував у свідомості й поскаржився на біль у грудях, але вже незабаром його стан погіршився й згодом від цієї травми він помер у місцевій лікарні.
За словами доктора місцевої лікарні, він постраждав від удару в грудну клітку та нижню щелепу, що спричинило гіпоксію, яка зрештою призвела до його смерті. Окрі цього внаслідок зіткнення він міг пошкодити й голову, груди та шию.

## Стадіон
На розташованому в Ламонгані, Східна Ява, клубному стадіоні проводяться змагання з декількох видів спорту. Він вміщує 20 000 уболівальників. Стадіон, який належить уряду Ламонганського округу, має штучне трав'яне покриття. Стадіон назвали на честь Сураджаї, першого правителя Ламонганського князівства.

## Склад команди
Станом на 
| №  | Поз. | Нац.      | Гравець                                     |
| -- | ---- | --------- | ------------------------------------------- |
| 4  | ЗХ   | Бразилія  | Воллес Коста                                |
| 6  | ПЗ   | Індонезія | Ахмад Баасітх                               |
| 7  | ПЗ   | Індонезія | Діо Пермана                                 |
| 8  | ПЗ   | Індонезія | Сьягроні                                    |
| 9  | НП   | Франція   | Лоріс Арно                                  |
| 10 | ПЗ   | Індонезія | Гунтур Тріаджі                              |
| 11 | ПЗ   | Індонезія | Садділ Рамдані                              |
| 13 | ПЗ   | Індонезія | Агунг Прібаді (в оренді з Парсіб (Бандунг)) |
| 14 | ЗХ   | Індонезія | Біррул Валідаін (Капітан)                   |
| 17 | ЗХ   | Індонезія | Дгану Сьягпутра                             |
| 18 | ПЗ   | Японія    | Мацунага Шогеї                              |
| 19 | ПЗ   | Індонезія | Дікі Прайога                                |
| 21 | ВР   | Індонезія | Мухаммад Рідван                             |

| №  | Поз. | Нац.      | Гравець               |
| -- | ---- | --------- | --------------------- |
| 25 | ЗХ   | Індонезія | Самсул Аріфім         |
| 28 | ЗХ   | Індонезія | Аріф Сатрія           |
| 30 | ЗХ   | Індонезія | Екі Тауфік            |
| 31 | ЗХ   | Індонезія | Джоді Кустіаван       |
| 33 | ВР   | Індонезія | Дві Кусвінто          |
| 44 | ПЗ   | Індонезія | Сенді Пратама         |
| 45 | ВР   | Індонезія | Джупріанто Александер |
| 67 | ЗХ   | Індонезія | І Густі Рустіаван     |
| 77 | ПЗ   | Індонезія | Фагмі Аль-Аюбі        |
| 81 | НП   | Індонезія | Гіфарі Ваіз Адгітья   |
| 88 | ПЗ   | Бразилія  | Дієго Ассіш           |
| 98 | ПЗ   | Індонезія | Сугенг Ефенді         |

## Постачальники форми
- Reebok (2008–2011)
- Diadora (2011–2016)
- DJ Sport (2016)
- Lotto (2017)
- Forium (2018–)

## Відомі тренери
- Мирослав Яну (2011-12)
- Маріу Гоміш ді Олівейра (2013)
- Дідік Лудіанто (2013)
- Анхель Альфредо Вера (2013-14)
- Едуард Тжонг (2014-15)
- Іван Сетіаван (2015)
- Дідік Лудіанто (2015)
- Стефан Ганссон (2016)
- Дідік Лудіанто (2016)
- Аджи Сантосо (2016)
- Гері Кісванто (2017)
- Раджил Судирман (2017-)